# Mogens Hansen
Mogens Hansen (ur. 12 kwietnia 1956 w Næstved) – duński piłkarz występujący na pozycji napastnika.

## Kariera klubowa
Hansen karierę rozpoczynał w sezonie 1975 w pierwszoligowym zespole Næstved IF. W sezonie 1976 spadł z nim do drugiej ligi. W 1977 roku przeszedł do niemieckiego drugoligowca, SpVgg Bayreuth. W 2. Bundeslidze zadebiutował 6 sierpnia 1977 w wygranym 1:0 meczu z Würzburger Kickers. 21 października 1977 w wygranym 3:0 pojedynku z FSV Frankfurt strzelił pierwszego gola w 2. Bundeslidze. Graczem Bayreuth był przez dwa sezony.
Następnie Hansen wrócił do Næstved, grającego już w pierwszej lidze. W sezonach 1980 oraz 1988 wywalczył z nim wicemistrzostwo Danii. W 1989 roku zakończył karierę.

## Kariera reprezentacyjna
W reprezentacji Danii Hansen zadebiutował 4 lutego 1976 w wygranym 1:0 towarzyskim meczu z Izraelem, w którym strzelił też gola, który był jednocześnie jego jedynym w kadrze. W latach 1976–1984 w drużynie narodowej rozegrał 3 spotkania.